# Чамартин (Мадрид)
Чамарти́н (исп. Chamartín) — район Мадрида под номером 5, расположен в центре города. Граничит с районами: Фуэнкарраль — Эль-Пардо — на севере, Сьюдад-Линеаль — на востоке, Саламанка — на юге, Чамбери — на юго-востоке и Тетуан — на западе. На 1 января 2017 года население района Чамартин составляло 143 424 человека.

## Административное деление

Административное деление района

Состоит из подрайонов (исп. barrios):
- Эль-Висо
- Просперидад
- Сьюдад-Хардин
- Испаноамерика
- Нуэва-Эспанья
- Кастилья.

## История

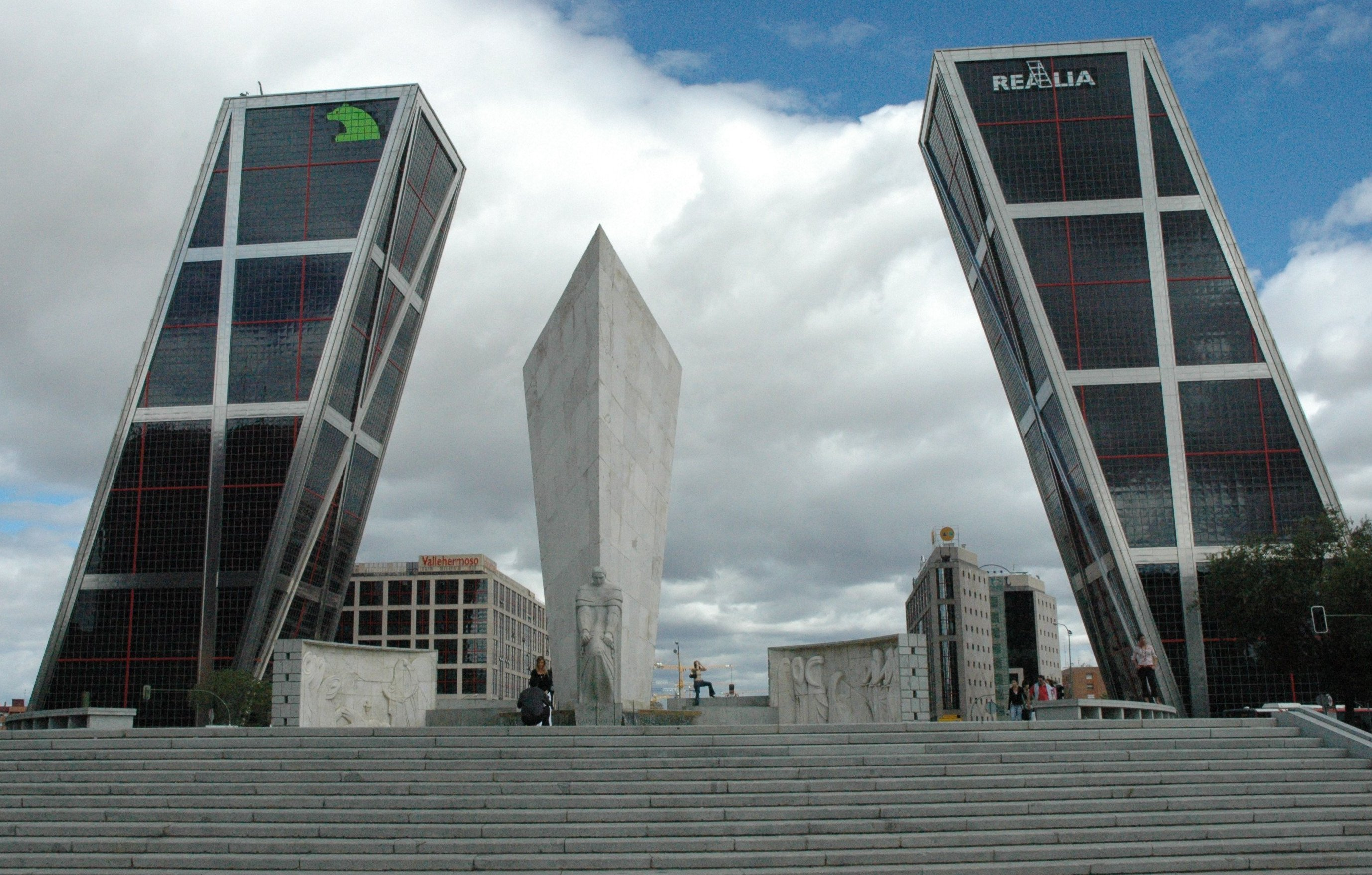
Площадь Кастилии и Ворота Европы

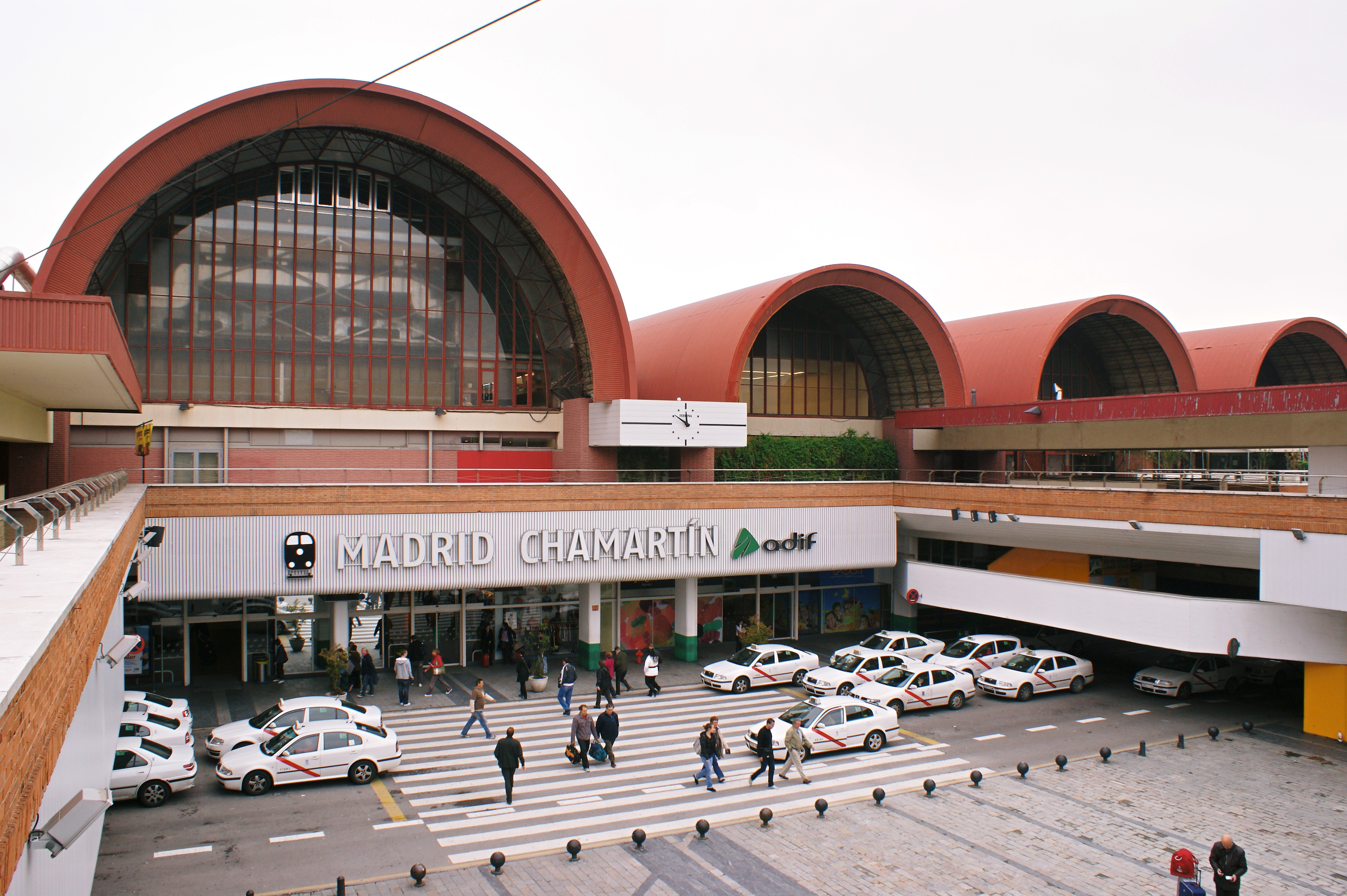
Вокзал Чамартин

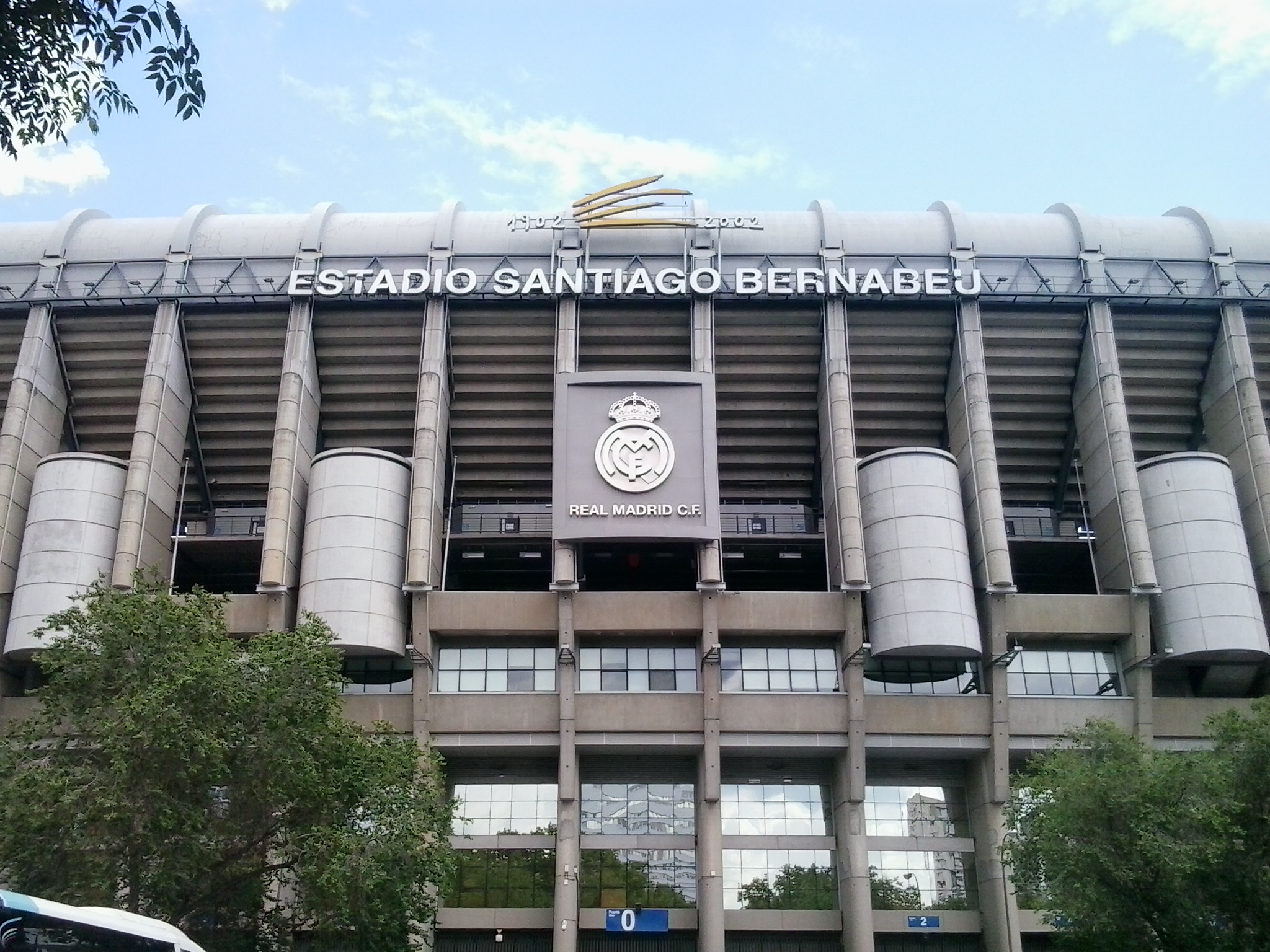
Стадион «Сантьяго Бернабеу»

Район Чамартин получил своё название по деревне Чамартин-де-ла-Роса к северу от Мадрида, принадлежавшей большей частью герцогам Пастрана-Инфантадо. Согласно «Национальным эпизодам» Бенито Переса Гальдоса, а конкретно его роману «Наполеон в Чамартине», в герцогском дворце во время Пиренейских войн останавливался на ночлег Наполеон I. Позднее, в 1880 году герцоги Пастрана пожертвовали свои владения и так называемую «Виллу воспоминаний» иезуитам под известную ныне в Мадриде «иезуитскую школу». Растущий в середине XX века Мадрид включил деревню Чамартин в свой состав 5 июня 1948 года.
В настоящее время район Чамартин известен как месторасположение штаб-квартир ряда крупных компаний Испании (например, Grupo ACS, SEPI и представительств IBM и Red Hat) и является одним из самых дорогих в городе. Здесь расположены башни-близнецы Ворота Европы.
В районе Чамартин размещаются Национальный концертный зал, Музей естественных наук, Музей истории Мадрида, Берлинский парк, парк Канала Изабеллы II (исп.), здание суда на площади Кастилии и «Сантьяго Бернабеу», домашний стадион футбольного клуба Real Madrid. На территории округа также находится крупный железнодорожный вокзал с одноимённым названием, с которого осуществляются преимущественно перевозки в северо-восточном направлении.
Район Чамартин соединён с остальными частями Мадрида несколькими линиями метрополитена, на его территории расположены многочисленные станции. Чамартин также обслуживается многочисленными автобусными линиями.